# Économie à Angers
L'économie à Angers témoigne dans son paysage urbain, d'un passé industriel et commerçant précoces. Angers présente un paysage économique diversifié. D'abord marqué par le développement des échanges, l'industrie s'est développée en s'appuyant sur l'activité agricole, la manufacture puis l'électronique. Le territoire s'est également développé sur un tissu diversifié de PME/PMI dans des secteurs spécialisés. Les activités de services aux entreprises, les emplois administratifs, les secteurs de la recherche, de l'éducation et de la santé tiennent une place importante dans l'économie angevine. Le pôle de compétitivité axé sur le végétal soutient l'activité agricole et de recherche. Les grandes écoles, laboratoires et office communautaire font d'Angers le premier pôle horticole d’Europe.

## Repères

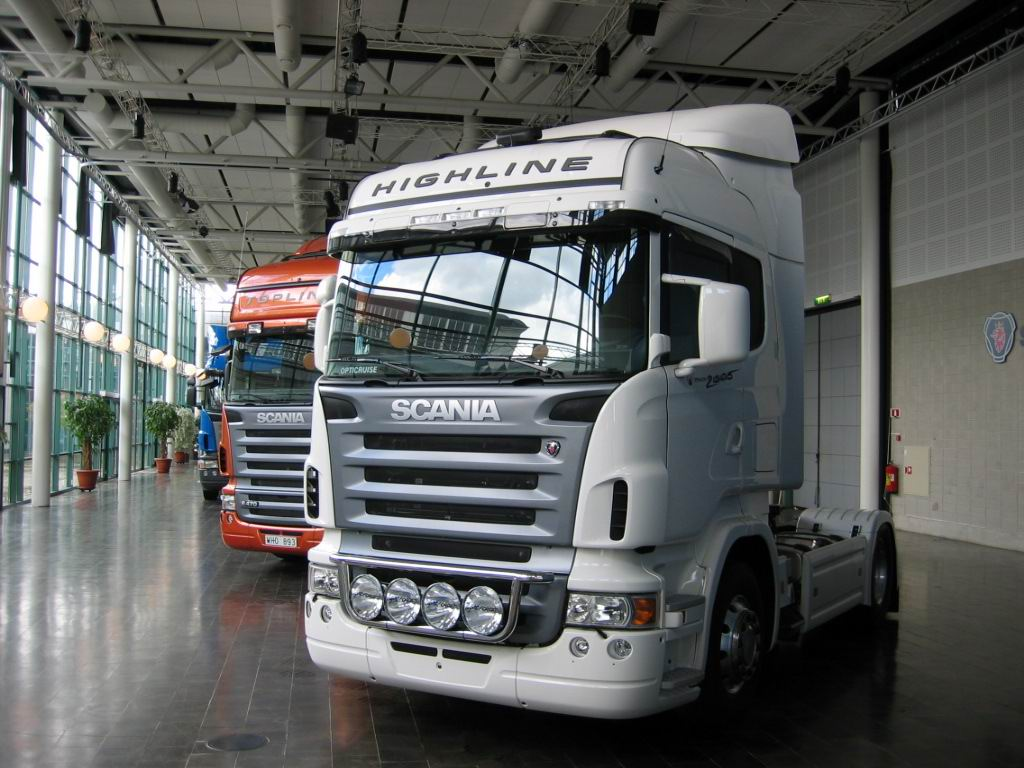
Scania possède une usine de poids lourds à Angers.

C’est au cours de la seconde moitié du XXe siècle que la ville voit de nouvelles entreprises s’installer, alors que les activités traditionnelles sont en net recul. Jusqu’alors, l’économie angevine s’organisait principalement autour de l’agriculture (horticulture en particulier), de l’extraction d’ardoise, de la distillerie et de l’industrie textile (transformation du chanvre et du lin, notamment au sein des Établissements Bessonneau). Ce changement économique est marqué par l’arrivée des usines Thyssen en 1948, Thomson en 1957, Bull en 1961, etc., jusqu’à Scania en 1991 ou Nec en 1994. Cependant, la filière industrielle s’effondre en grande partie à partir des années 2000 : fermeture de l’usine Thomson-Technicolor en 2012, de l’usine Nec entre 2009 et 2013, plan social chez Thyssen en 2015, Bull ne compte plus que 230 salariés (contre 3 000 au cours des années 1970), etc. – plus généralement, de 2002 à 2012, le secteur de la fabrication de produits informatiques, électroniques et optiques dans l’agglomération a perdu 76 % de ses emplois. Angers se spécialise dorénavant d’une part dans la filière végétale et d’autre part dans l’électronique.  
L'importance de l'horticulture s’est ainsi renforcée jusqu'à faire d'Angers le premier pôle horticole d’Europe. En effet, le territoire compte dans ce domaine près de 30 000 emplois, 2 500 étudiants et 4 000 entreprises. La ville accueille en outre un pôle de compétitivité à vocation mondiale spécialisé dans le végétal – Végépolys – regroupant 450 chercheurs. Celui-ci s'appuie d'une part sur le haut niveau de formation et d'études supérieures dispensé à Angers et d'autre part sur la forte concentration de laboratoires de recherche. On y rencontre ainsi plusieurs écoles spécialisées (École supérieure d'agriculture (ESA), Agrocampus Ouest, etc.), des laboratoires du CNRS, l’INRA mais aussi la Station nationale d'essais de semences ou encore Plantes&Cité (le centre technique national sur les espaces verts et le paysage urbain). Le Campus du Végétal, à Belle-Beille, regroupe depuis 2015 d’une part la Maison de la Recherche et ses 250 ingénieurs et chercheurs de l'Université d'Angers, d'Agrocampus Ouest, de l'INRA et de l'ESA et d’autre part la Maison du Végétal regroupant Végépolys et Plantes&Cité. Enfin, Angers abrite le siège de l'Office communautaire des variétés végétales dont le rôle est de protéger les nouvelles variétés végétales au sein de l'Union européenne. 
Malgré la déliquescence de l’industrie électronique grand public angevine depuis les années 2000, la ville se spécialise également dans l’électronique de pointe. Outre l’usine Bull installée depuis 1961, la ville accueille depuis juin 2015 la Cité de l'objet connecté. Celle-ci propose sur son site de Saint-Sylvain-d’Anjou, au nord de la ville, des compétences en électronique, logiciel, plasturgie, mécanique, design, financement, etc. Cette société s’appuie sur un important réseau de PME spécialisées installées sur le territoire angevin. La ville s’est par ailleurs vu décerner le label French Tech dans le sillage de l’inauguration de la Cité de l’objet connecté. Ajoutons que la ville compte parmi ses établissements d’enseignement supérieur l’École supérieure d'électronique de l'Ouest.

## Revenus de la population et fiscalité
En 2012, le revenu disponible médian par unité de consommation (UC) est de 18 372 € et 59,3 % des ménages fiscaux sont imposés. À titre de comparaison, le revenu disponible médian en France métropolitaine est en 2012 de 19 786 € et 64 % des ménages fiscaux sont imposés. Les revenus de la population d’Angers sont ainsi plus faibles que la moyenne nationale.
Les disparités de revenus sont mesurées et très légèrement plus importantes que la moyenne nationale : le rapport interdécile entre les 10 % de revenus disponibles les plus élevés (35 520 € par UC) et les 10 % de revenus disponibles les plus faibles (9 560 € par UC) atteint 3,7 (contre 3,5 pour l'ensemble de la France métropolitaine).
En 2013, la ville compte 574 redevables à l’Impôt de Solidarité sur la Fortune (ISF) pour un patrimoine moyen de 2 371 760 € ; parmi les communes de plus de 20 000 habitants comptant au moins 50 redevables à l’ISF, Angers se classe 179e sur 367.
Le salaire net horaire moyen est en 2012 de 12,5 €, inégalement réparti entre hommes (13,3 €) et femmes (11,4 €).

## Emploi
En 2012, la population âgée de 15 à 64 ans s’élève à 102 635 personnes, parmi lesquelles on compte 66,6 % d’actifs, 54,3 % ayant un emploi et 12,3 % étant au chômage. À titre de comparaison, la France métropolitaine compte 73 % d’actifs, 63,7 % ayant un emploi et 9,3 % étant au chômage. On y compte 81 534 emplois, contre 83 250 en 2007. Le nombre d'actifs ayant un emploi résidant dans la zone d'emploi étant de 56 111, l'indicateur de concentration d'emploi est de 145,3 %, ce qui signifie que la zone d'emploi offre près de 3 emplois pour deux habitants actifs. 
Selon la catégorie socioprofessionnelle, les ouvriers sont nettement moins nombreux que les employés, ces derniers et les professions intermédiaires représentant près de 63 % des emplois. À titre de comparaison, les professions intermédiaires et les employés représentent 53,7 % des emplois au niveau national, les ouvriers 21,1 %. 
Emplois par catégorie socioprofessionnelle en 2012
| Catégorie socioprofessionnelle                    | 2012   |
| ------------------------------------------------- | ------ |
| Agriculteurs exploitants                          | 0,1 %  |
| Artisans, commerçants, chefs d’entreprise         | 3,9 %  |
| Cadres et professions intellectuelles supérieures | 19,6 % |
| Professions intermédiaires                        | 30,2 % |
| Employés                                          | 33,0 % |
| Ouvriers                                          | 13,2 % |
| Source : INSEE                                    |        |

Selon le secteur d’activité, les emplois industriels sont peu nombreux et en nette régression de 2007 à 2012, à la différence des emplois tertiaires et administratifs (Angers étant préfecture et chef-lieu de département) (90,7 % des emplois totaux).
Emplois selon le secteur d’activité (en %)
| Secteur d'activité                                             | 2012   | 2007   |
| -------------------------------------------------------------- | ------ | ------ |
| Commerce, transports et service divers                         | 46,9 % | 47,4 % |
| Administration publique, enseignement, santé et action sociale | 43,8 % | 40,8 % |
| Construction                                                   | 3,5 %  | 3,8 %  |
| Industrie                                                      | 5,5 %  | 7,3 %  |
| Agriculture                                                    | 0,3 %  | 0,7 %  |
| Source : INSEE                                                 |        |        |

Enfin, 55,5 % des emplois sont occupés par des femmes, contre 48 % au niveau national et 50,1 % au niveau de l’agglomération.
À l’échelle de cette dernière, la population âgée de 15 à 64 ans s’élève à 178 937 personnes, parmi lesquelles on compte 69,7 % d’actifs, 59,5 % ayant un emploi et 10,2 % étant au chômage. La part des actifs (y compris occupés) y est donc plus importante qu’à l’échelle de la seule ville d’Angers. On y compte 133 608 emplois en 2012.

### Secteurs d'activité
- Le secteur primaire emploie sur l’agglomération angevine en 2012 environ 7 900 personnes[8], dont 282 sur Angers[Insee 6], principalement dans l'horticulture et le maraîchage.

- Le secteur secondaire angevin peut se diviser en plusieurs filières :

1. Automobile : le secteur de la construction automobile et mécanique emploie en 2011 près de 3 000 personnes dans l’agglomération au sein des usines Scania, Bosch ou Valeo notamment[20].
2. Agroalimentaire : le secteur de l’agroalimentaire emploie en 2012 plus de 2 300 personnes dans l’agglomération autour de grands noms comme Rémy Cointreau, Giffard ou encore le Grenier à pains[8].
3. Électronique et services informatiques : à la suite de plusieurs fermetures d’usines, ce secteur n’emploie plus que 711 personnes dans l’agglomération angevine en 2012, autour d’entreprises comme Bull ou Eolane[8].

- Le secteur tertiaire angevin peut lui aussi se subdiviser :

1. Santé : le secteur de la santé est en 2011 l’un des principaux pourvoyeurs d’emplois (environ 7 700 sur l’agglomération)[20]. Le CHU d’Angers est d’ailleurs le premier employeur de la ville et du département avec près de 6 000 employés[21].
2. Transport et logistique : le secteur du transport et de la logistique emploie sur l’agglomération d’Angers plus de 5 000 personnes[8] en 2012.
3. Tourisme : en 2014, le secteur du tourisme emploie environ 5 000 personnes sur l’agglomération angevine, pour un total de 602 000 nuitées (66 % de clientèle d’affaires) et 699 339 visiteurs sur 17 sites touristiques (dont 8 sur Angers)[22]. En 2015, la commune elle-même compte 31 hôtels et résidences pour près de 3 000 lits et un camping de 163 emplacements[Insee 7].
4. Activités bancaires et financières : le secteur financier compte environ 4 800 emplois dans l’agglomération en 2012. On y rencontre notamment Axa, la Caisse Nationale de Prévoyance, Malakoff Médéric, l’Ircantec ou encore Harmonie mutuelle[8].
5. Administration locale : la commune d’Angers emploie à elle-seule près de 3 400 personnes en 2012, faisant d’elle le deuxième employeur départemental[21].
6. Relation client et centres support : ce secteur compte dans l'agglomération près de 1 850 emplois et 31 centres d’appel en 2011, avec notamment la Caisse des dépôts et consignations, Stream ou Europ assistance[20].

## Entreprises et commerces
Au 31 décembre 2012, Angers compte 12 772 établissements : 53 dans l’agriculture, 473 dans l'industrie, 624 dans la construction, 9 145 dans le secteur tertiaire et 2 477 dans le secteur administratif. Le secteur tertiaire représente ainsi 71,6 % des établissements de la commune. Par ailleurs, 66,4 % de ces établissements ne comptent aucun salarié ; 26 % de 1 à 9 salariés et 7,6 % plus de 10 salariés (dont 1,7 % plus de 50 salariés).
En 2013, 1 086 entreprises ont été créées à Angers, à 76,4 % des entreprises individuelles.
Répartition des établissements actifs par secteur au 31 décembre 2012
| Secteur                                                        | Angers | France |
| -------------------------------------------------------------- | ------ | ------ |
| Commerce, transports et service divers                         | 71,6 % | 61,9 % |
| Administration publique, enseignement, santé et action sociale | 19,4 % | 12,6 % |
| Construction                                                   | 4,9 %  | 9,7 %  |
| Industrie                                                      | 3,7 %  | 5,1 %  |
| Agriculture                                                    | 0,4 %  | 10,6 % |
| Source : INSEE                                                 |        |        |

### Agriculture
- Viticulture

Angers est une commune viticole du vignoble de la Loire et plus précisément de la région viticole d'Anjou. Elle se situe sur les aires d'appellations légales des vins : AOC Crémant de Loire, AOC Rosé de Loire, AOC Anjou, AOC Cabernet d'Anjou, AOC Rosé d'Anjou et IGP Val de Loire.
Le Salon des vins de Loire d'Angers est un salon professionnel annuel consacré aux productions du vignoble de la vallée de la Loire.

### Industrie
L'industrie textile, des corderies et des raffineries se sont établies dès les XVIIe et XVIIIe siècles autour du port fluvial, puis de nouvelles industries se sont développées avec l’arrivée du chemin de fer dans la deuxième moitié du XIXe siècle. Au milieu du XXe siècle, Angers était « une active cité industrielle » : métallurgie (tréfilerie, chaudronnerie, construction de machines, de voitures d’enfants, de ressorts), appareils de radio et de télévision, matériel photographique, textiles (fabrication de toiles, bâches, cordages et sacs en jute, en chanvre et sisal, bonneterie, confection, ganterie), distillerie de liqueurs, biscuiteries, verreries, papeteries, imprimeries, fabriques de chaux et de carrelages…
Le développement industriel se poursuit jusqu'au milieu du XXe siècle. D'abord liée à l'exploitation des richesses extraites et agricoles, l'industrie se diversifie au XIXe siècle dans l'industrie agroalimentaire et la manufacture. Dans les années 1970, l'industrie s'axe sur la filière de l’industrie électronique, la métallurgie et les constructions mécanique. À la fin du XXe siècle, le phénomène de désindustrialisation touche Angers. L'activité industrielle se compense progressivement par le développement d'un tissu riche et diversifié de PME dans des secteurs spécialisés comme l'électronique, l'agroalimentaire et les biotechnologies.
- L’industrie électronique s’impose dans le tissu industriel. Les principaux acteurs sont Acer, Bull, Eldre, Eolane, Eurintel, Evolis, Nec Computers Thomson (devenu Technicolor).
- L’industrie agroalimentaire profite à Angers par son dynamisme. Parmi les poids lourds locaux, on peut citer Brioche Pasquier Sopafi, Cointreau, Epi Océan, EVS, Giffard, Sica Pomanjou, Soviba, Terrena.
- L’industrie de la santé est particulièrement développée : Novartis Seeds, Farméa, Inter-cosmétiques, Kolmi-Hopen Medicom, Zach System et Intervet Sa et R&D en sont les principaux fleurons.
- L’industrie de l’automobile et des équipementiers est bien présente. L'entreprise la plus importante est Valeo qui compte plus de 1 000 personnes réparties entre sites de production et le centre de développement d'éclairage automobile. Notons par ailleurs la présence de Scania Production, Dana Corporation et Pilote, Imtech, KPS (Bosch).
- L’industrie de la mécanique de précision, de l’équipement industriel, de l'ingénierie et du service à l'industrie permet d’évaluer un savoir-faire dans ces domaines, notamment Alcan Aviatube, Artus Meggit, Bouvet, Coexpan, Pack Réalistations, ThyssenKrupp Ascenseurs, Warner Electric.

### Tertiaire

#### Logistique
La confluence des rivières du Loir, de la Mayenne et de la Sarthe avec la Loire a permis l’essor du commerce notamment fluvial comme l'atteste la forte activité du port fluvial jusqu'à la fin du XIXe siècle. 
Les prestataires de services Logistique et Transport tirent ce secteur vers le haut notamment grâce à l’industrie alimentaire et électronique, la position géographique et l’accessibilité autoroutière : Cerp, Depolabo, Fedex, Seillery et Ageneau, MLP, ID Logistics, Orium, Ducros Express, Geodis, Synchro Diffusion, Système U, Heppner ou encore Brangeon Logistique.
Le MIN Val de Loire Angers s'étend sur 11 hectares où l'on compte 70 entreprises, plus de 600 emplois. C'est un marché de gros, alimentaire avec plate-forme de distribution et stockage frigorifique destiné aux professionnels.

#### Banques, assurances, services aux entreprises
Historiquement, Angers est le lieu de création de la première banque populaire en 1878.
Sur les années 2000, on peut remarquer un fort développement en termes de création d’emplois et de sièges régionaux et nationaux dont Afone, Groupe Agrica, CNP Assurances, Crédit agricole Anjou Maine, Europ Assistance, Groupama Pays de la Loire, Médéric, Mutuelle de l’Anjou, Stream, Fédération du Crédit mutuel de l'Anjou. Dans le secteur des services à l'entreprise en gestion et comptabilité, pas moins de quatre groupes des dix premiers en France siègent à Angers : Fiducial, In Extenso, Soregor, Strego.

#### Commerce
Plusieurs franchises ont pour origine Angers[réf. nécessaire] : La Boucherie (70 restaurants en France, 3 à l'international, 100 à la fin 2011), le Grenier à pain (élue meilleur boulangerie de Paris), Oya (chaîne de fleuriste avec 21 magasins franchisés et plus de 70 points de vente en France), Game Cash (achat et reventes de jeux vidéo, 38 enseignes), Mégagames (25 implantations), Speed Burger (livreur de menus rapides à domicile avec 39 points de vente), Pizza tempo (Livreur de pizza implanté dans l'Ouest de la France), Hémisphère Sud (magasins de meubles et décoration présents dans 34 villes).

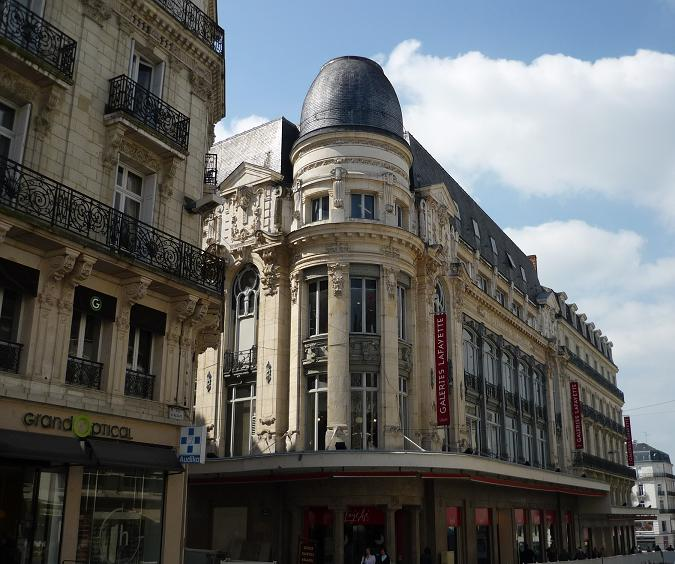
Vue de la rue d'Alsace sur le lanternon des « Nouvelles galeries », Galeries Lafayette

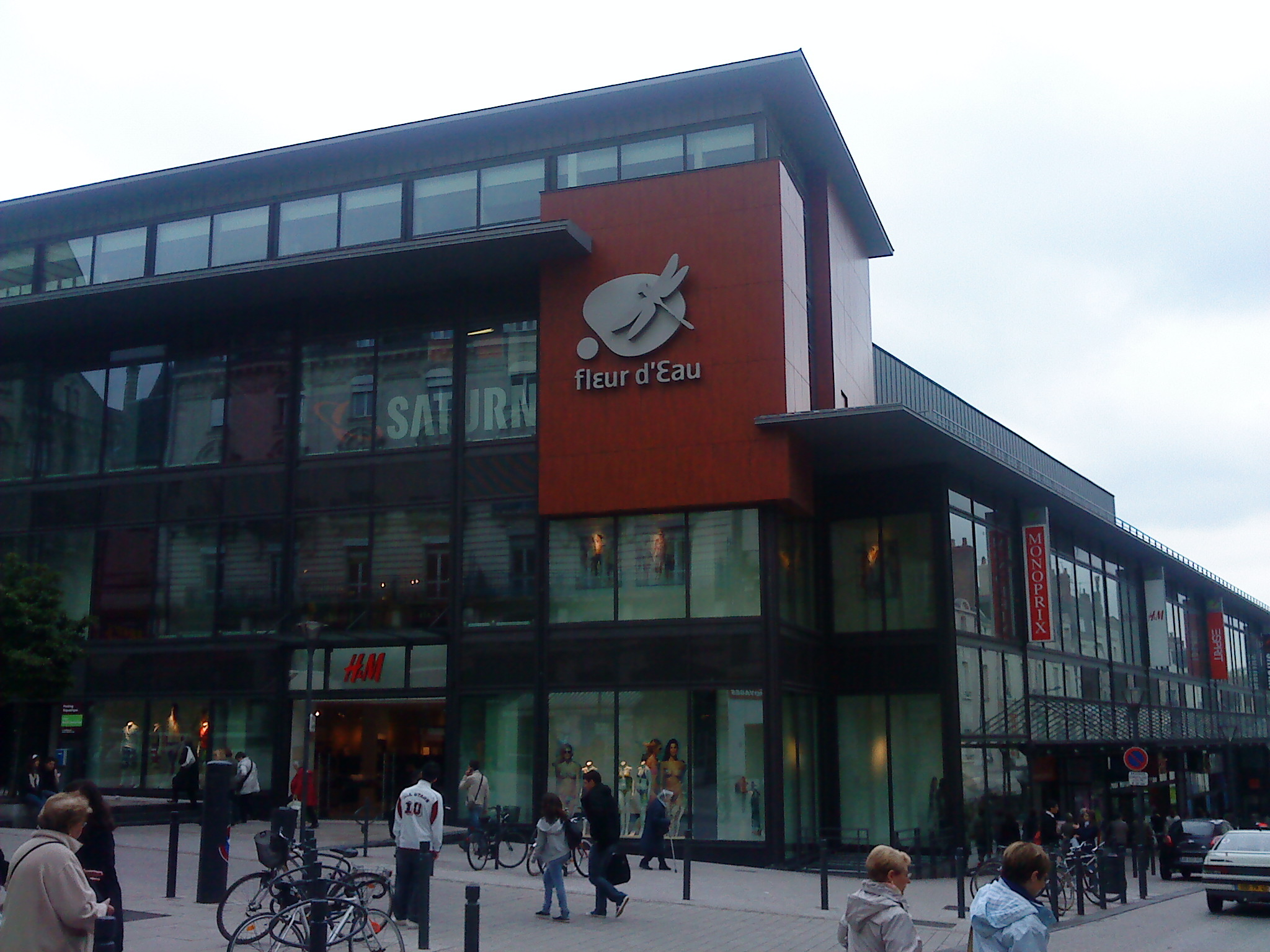
Centre commercial Fleur d'Eau.

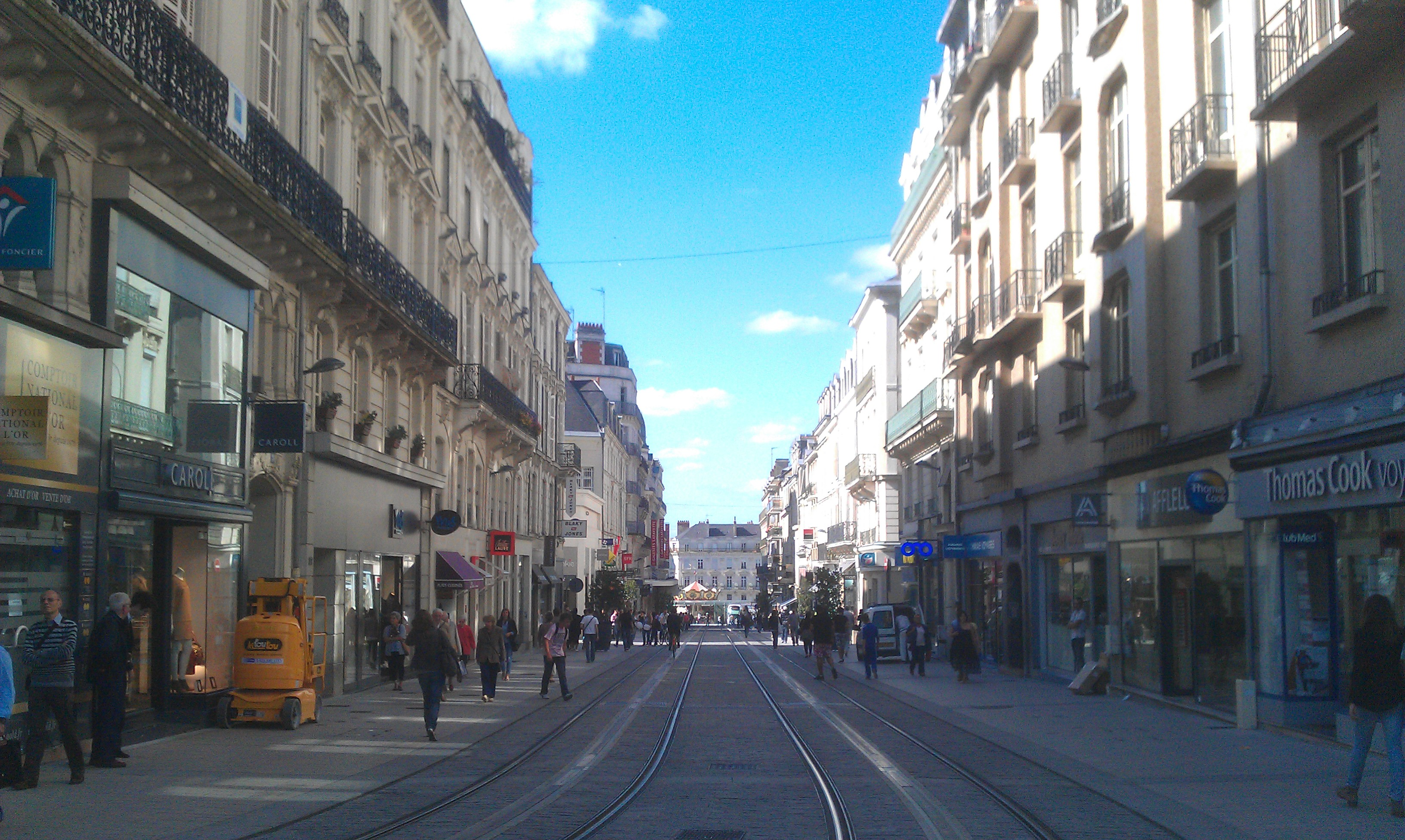
rue d'Alsace, l'une des rues les plus commerçantes

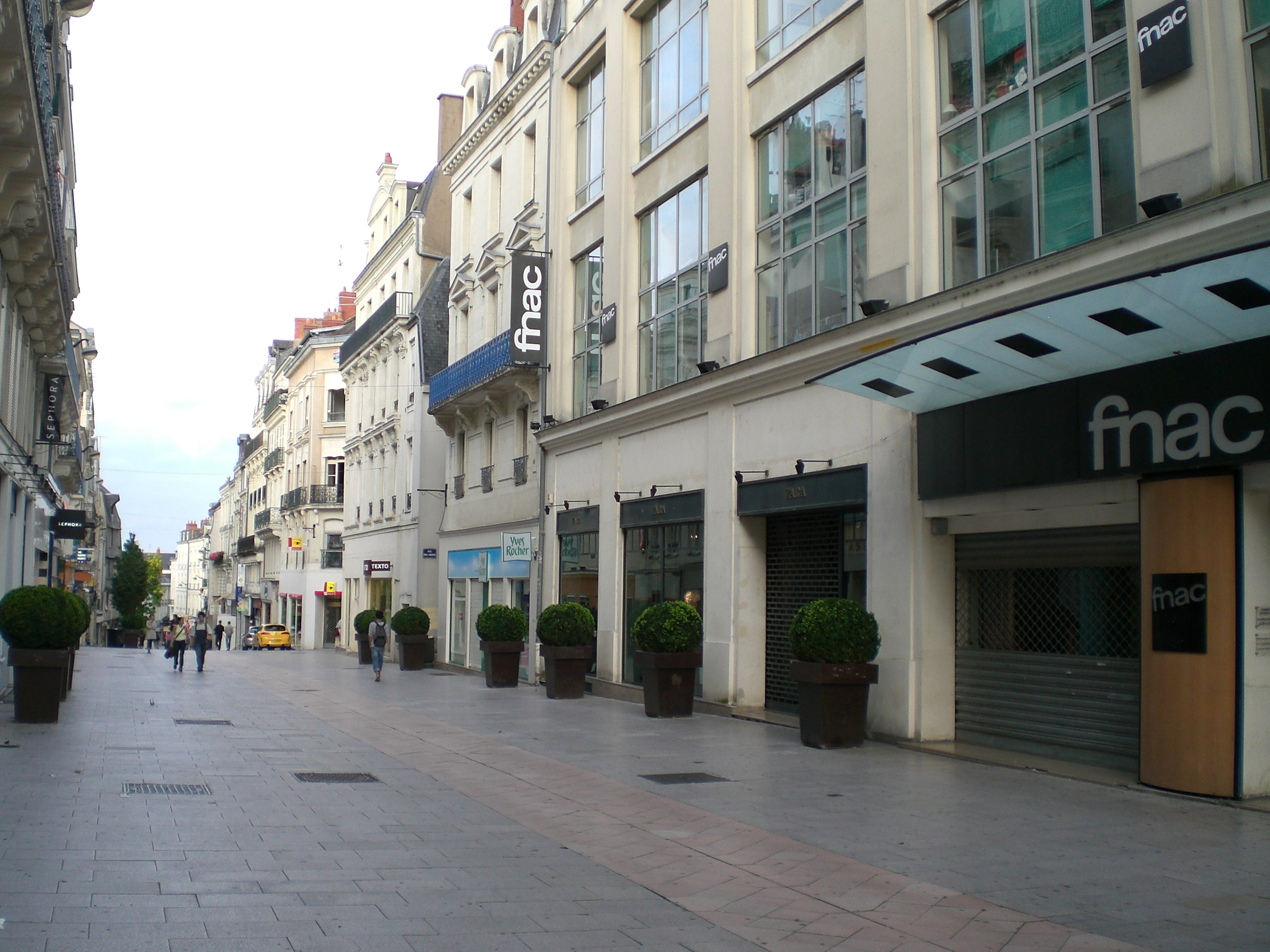
Rue Lenepveu

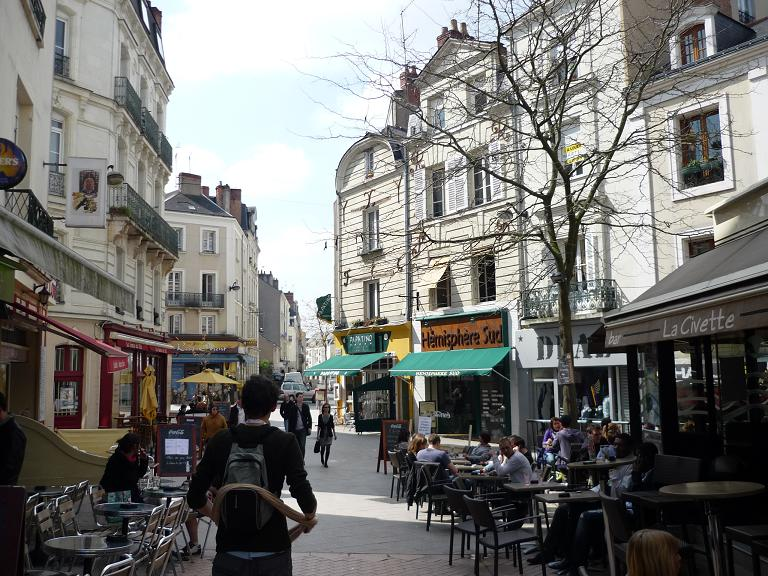
La place Romain, à l'extrémité nord-est de la rue Saint-Laud

Implantés depuis leurs créations, elles y tiennent leurs administrations. La ville est considérée comme représentative des attentes des consommateurs.
Angers possède plusieurs grands espaces commerciaux dont les centres commerciaux régionaux Grand Maine - Angers Ouest et Espace Anjou - Angers Est ainsi que les centres commerciaux Fleur d'Eau - Angers Centre et Saint-Serge - Angers Nord. L'Atoll, à l’entrée ouest d’Angers est un complexe commercial régional de 71 000 m2 (le plus grand de la région). Principalement consacré à l’équipement de la maison, il comprend 45 magasins dont Alinéa.
Un projet de centre commercial en centre-ville est à l’étude. La ville négocie le rachat de la grande Poste du Ralliement, afin de pouvoir la transformer en galerie marchande. Cela s’intègre dans un projet plus vaste qui prévoit la transformation de la rue Franklin Roosevelt en un passage commercial couvert.

#### Tourisme et congrès
Le parc des expositions d'Angers accueille 600 000 visiteurs et plus de 300 événements par an. Angers Parc Expo s'ouvre aux professionnels et au grand public sur une surface 27 000 m2, ce qui en fait le plus important parc des expositions du Grand Ouest. Modulable, le parc s'utilise d'un seul tenant ou sur 6 espaces séparés (Amphitéa, Grand Palais, Novaxia, Hall ABC) pour répondre à toutes les demandes des exposants.
En complément du parc des expositions, un centre de congrès a été construit en 1982. Il comprend 15 salles de réunions ainsi qu'un auditorium de 1 200 places assises pour une surface d'exposition modulable de 2 600 m2.
L'activité de congrès engendre directement environ 8 millions d’euros de retombées économiques sur les différents commerces de la ville. Un projet de nouveau centre de congrès devrait voir le jour le 2016 avec pour objectif de doubler ces retombées.
Le tourisme à Angers attire environ 438 000 visiteurs annuels dans 12 lieux de visites, occupant 5 085 emplois, soit 4,5 % de l’emploi salarié de la ville. Le parc à thème Terra Botanica, construit dans les années 2000, se veut être la locomotive touristique d'Angers et de son agglomération. Initié par le Conseil général de Maine-et-Loire, le parc entièrement consacré au végétal sous toutes ses formes.

### Recherche, filières et innovation
De nombreux organismes de recherche sont implantés sur le territoire. Deux pôles de compétitivité et la mise en place de pôles de compétences et de filières soutiennent l'activité.
Le pôle de compétitivité à vocation mondiale, Végépolys est spécialisé dans le végétal. Il s'appuie sur l'un des principaux secteurs d'activité de l'économie angevine. Le haut niveau de formation et d'études supérieurs d'Angers et la forte concentration des laboratoires de recherches favorise le regroupement de plus de 1 000 chercheurs répartis en huit filières professionnelles (Horticulture, la vigne, les plantes médicinales, l'arboriculture, les champignons).
La filière électronique est soutenue par le pôle Loire Electronic Applications Valley (LEA Valley). Créé en 2006 par la CCI de Maine-et-Loire, le pôle regroupe plus de 400 entreprises pour 20 000 emplois dans la région Pays de la Loire. Il a pour objectif de promouvoir l'offre de la filière, conquérir de nouveaux marchés et développer les compétences et de nouvelles technologies.
La recherche en biothérapie fait appel à des entreprises de recherche dans les domaines des biotechnologies et de la santé spécialisée dans l'immunologie, la thérapie génique et la thérapie cellulaire. La recherche sur la santé s'appuie sur les structures publiques de santé comme le centre hospitalier universitaire d'Angers, le centre de lutte contre le cancer Denis Papin, l'université d'Angers.
Dans le domaine des langues, le Centre de recherche interdisciplinaire en langue anglaise (CRILA) regroupe une équipe de vingt chercheurs et six doctorants. Le centre de recherches est rattaché à l’université d’Angers et est labellisé et subventionné par le Ministère de l’Éducation nationale, de la Recherche et de la Technologie. L'Institut de langues vivantes (ILV) est rattaché à l'université catholique. Il forme des étudiants de niveau licence, master et doctorat en traduction, interprétation, relations internationales des entreprises, enseignement et recherche. Une composante de l'ILV, le CIRHiLL (Centre de recherche en histoire, langues et littérature), comprend 17 chercheurs permanents (4 professeurs et 13 maîtres de conférence) qui travaillent en collaboration avec les laboratoires de l'université d'Angers et permet l'hébergement académique des diplômes de master et de doctorat.
Angers Technopole, crée en 1986 sur le campus de Belle-Beille est labellisé centre européen d'entreprise et d'innovation (CEEI). Il permet le soutien à la création et aux développement d'entreprise ainsi que l’animation des échanges et des partenariats entre les entreprises, la recherche et l'enseignement supérieur. Un parc scientifique est installé à proximité immédiate du CHU et de la faculté de médecine et de pharmacie. Il accueille des entreprises spécialisées dans la biologie et l’informatique.

#### Insee
- Dossier relatif à la commune, [lire en ligne]

1. 1 2  REV T3 - Distribution des revenus disponibles de l'année 2012.
2. ↑  SAL T1 - Salaire net horaire moyen total (en euros) selon la catégorie socioprofessionnelle en 2012.
3. ↑  EMP T1 - Population de 15 à 64 ans par type d’activité.
4. ↑  EMP T5 - Emploi et activité.
5. 1 2  EMP T7 - Emplois par catégorie socioprofessionnelle en 2012.
6. 1 2 3 4  EMP T8 - Emplois selon le secteur d'activité.
7. ↑  TOU T1 ; TOU T2 ; TOU T3 - Chiffres clés Tourisme.
8. 1 2  CEN T1 - Établissements actifs par secteur d'activité au 31 décembre 2012.
9. ↑  DEN T1 - Créations d'entreprises par secteur d'activité en 2013.
10. ↑  DEN T2 - Créations d'entreprises individuelles par secteur d'activité en 2013.